# Variété de Schubert
En géométrie algébrique, une variété de Schubert est une certaine sous-variété d'une grassmannienne {\displaystyle \mathbf {Gr} _{k}(V)} des sous-espaces de dimension {\displaystyle k} d'un espace vectoriel {\displaystyle V}fixé. Elle a généralement des points singuliers. Comme la grassmannienne, c'est une sorte d'espace de modules, dont les éléments satisfont à des conditions donnant des bornes inférieures aux dimensions des intersections de ses éléments {\displaystyle W\subset V}, avec les éléments d'un drapeau donné. Ici {\displaystyle V} peut être un espace vectoriel sur un corps arbitraire, mais le plus souvent il s'agit de celui des nombres réels ou complexes.

## Définition

### Exemple
Un exemple typique est l'ensemble {\displaystyle X} des plans {\displaystyle W\subset V} d'un espace {\displaystyle V} de dimension 4 qui coupent un sous-espace de dimension 2 fixé (de référence) {\displaystyle V_{2}} de manière non triviale :
{\displaystyle X=\{W\subset V\mid \dim(W)=2,\ \dim(W\cap V_{2})\geq 1\}.}
Sur le corps des nombres réels, on peut se représenter les choses dans l'espace xyz habituel comme suit. En remplaçant les sous-espaces par leurs espaces projectifs correspondants et en intersectant avec un ouvert de coordonnées affines de {\displaystyle \mathbb {P} (V)}, on obtient un sous-ensemble ouvert X° ⊂ X. Celui-ci est isomorphe à l'ensemble de toutes les droites affines L qui coupent l'axe des x. Chacune de ces droites L correspond à un point de X°, et un mouvement continu de L dans l'espace (tout en gardant le contact avec l'axe des x) correspond à une courbe dans X°. Puisqu'il existe trois degrés de liberté pour déplacer L (déplacement du point sur l'axe des x, rotation et inclinaison), X est une variété algébrique réelle de dimension 3. Cependant, lorsque L est égal à l'axe des x, il peut être tourné ou incliné autour de n'importe quel point de l'axe, et ces degrés de liberté supplémentaires font de L un point singulier de X.

### Définition générale
Plus généralement, une variété Schubert dans {\displaystyle \mathbf {Gr} _{k}(V)} est définie en spécifiant la dimension minimale de l'intersection d'un sous-espace {\displaystyle W\subset V} de dimension {\displaystyle k} avec chacun des espaces d'un drapeau complet de référence {\displaystyle V_{1}\subset V_{2}\subset \cdots \subset V_{n}=V}, où {\displaystyle \dim V_{j}=j}. (Dans l'exemple ci-dessus, cela reviendrait à imposer certaines intersections de la droite L avec l'axe des x et le plan Oxy.)
Plus généralement encore, étant donné un groupe algébrique semi-simple {\displaystyle G} muni d'un sous-groupe Borel {\displaystyle B} et d'un sous-groupe parabolique standard {\displaystyle P}, on sait que l'espace homogène {\displaystyle G/P}, qui est un exemple de variété de drapeaux, se décompose en un nombre fini de {\displaystyle B}-orbites, qui peuvent être paramétrées par certains éléments {\displaystyle w\in W} du groupe de Weyl {\displaystyle W}. La fermeture de la {\displaystyle B}-orbite associée à un élément {\displaystyle w\in W} est noté {\displaystyle X_{w}} et est appelée une variété Schubert dans {\displaystyle G/P}. Le cas classique correspond à {\displaystyle G=SL_{n}}, avec {\displaystyle P=P_{k}}, le {\displaystyle k}-ième sous-groupe parabolique maximal de {\displaystyle SL_{n}}, de sorte que {\displaystyle G/P=\mathbf {Gr} _{k}(\mathbf {C} ^{n})} est la grassmannienne des {\displaystyle k}-plans dans {\displaystyle \mathbf {C} ^{n}}.

## Importance
Les variétés de Schubert forment l'une des classes les plus importantes et les mieux étudiées de variétés algébriques singulières (en). Une certaine mesure de singularité des variétés de Schubert est fournie par les polynômes de Kazhdan-Lusztig, qui encodent leur cohomologie d'intersection (en) locale définie par Mark Goresky et Robert MacPherson.
Les algèbres de fonctions régulières sur les variétés de Schubert ont une signification profonde en combinatoire algébrique. D'une part, ce sont des exemples d'algèbres avec une règle de redressement (en). D'autre part, la (co)homologie de la grassmannienne, et plus généralement des variétés drapeaux généralisées, repose sur les classes de (co)homologie des variétés Schubert, ou cycles de Schubert. L'étude de la théorie de l'intersection sur la grassmannienne a été initiée par Hermann Schubert et poursuivie par Hieronymus Zeuthen au XIXe siècle dans le cadre de la géométrie énumérative. Ce domaine a été jugé par David Hilbert suffisamment important pour être inclus comme le quinzième de ses vingt-trois célèbres problèmes. L'étude s'est poursuivie au XXe siècle dans le cadre du développement général de la topologie algébrique et de la théorie des représentations mais elle s'est accélérée dans les années 1990 à partir des travaux de William Fulton sur les lieux de dégénérescence (en) et les polynômes de Schubert, à la suite des travaux de Bernstein-Gelfand-Gelfand et Demazure en théorie des représentations dans les années 1970, Lascoux et Schützenberger en combinatoire dans les années 1980, et Fulton et MacPherson en théorie de l'intersection des variétés algébriques singulières, également dans les années 1980.